# Wazena

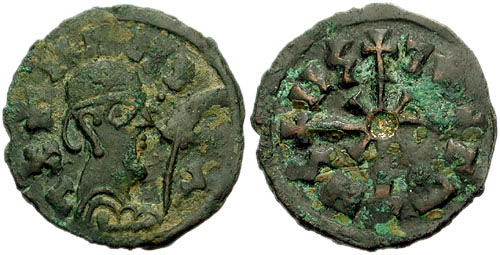
Goldmünze des Wazena

Wazena war ein christlicher König des Aksumitischen Reiches in Afrika, der zu Beginn des sechsten Jahrhunderts regierte. Er ist fast ausschließlich von seinen Münzen bekannt, welche auf der Vorderseite seinen Kopf in Seiten-, seltener auch in Vorderansicht, zeigen.
Auf dem Revers der Münzen befindet sich in der Regel ein Kreuz und die Legenden sind meist auf Altäthiopisch, da Griechisch in dieser Zeit immer mehr an Bedeutung verlor.